# Carole Landis
Carole Landis (nascida Frances Lillian Mary Ridste; Fairchild, 1 de janeiro de 1919 – Pacific Palisades, 5 de julho de 1948) foi uma cantora e atriz de teatro e cinema estadunidense, famosa pin-up por suas formas curvilíneas.
Landis estrelou filmes como One Million B.C. (1940), e morreu suicidando-se por overdose de barbitúricos aos 29 anos.

## Biografia
Frances Lillian Mary Ridste, seu verdadeiro nome, nasceu em Faichild, Wisconsin, filha mais nova entre cinco irmãos (dois dos quais mortos ainda crianças), filha de Clara Ridste (nascida Stentek, de origem polaca), e do norueguês-estadunidense Alfred Ridste, mecânico de estrada de ferro que deixou a família logo após seu nascimento. De acordo com seu biógrafo E. J. Fleming provas circunstanciais, contudo, dão que ela provavelmente seria filha biológica do segundo marido de sua mãe, Charles Fenner - que também deixou-a em abril de 1921 e casou-se poucos meses depois.
Em 1923 a família Landis mudou-se para San Bernardino; a mãe ali realizava trabalhos braçais a fim de sustentar a família. Quando tinha 15 anos ela abandonou a San Bernardino High School, estabelecendo um plano para um dia chegar ao show business. Ela então tornou-se dançarina de hula em um nightclub de San Francisco e depois foi cantora numa banda; pintou seu cabelo de loiro e adotou o pseudônimo de Carole Landis, lembrando sua atriz favorita, Carole Lombard; após juntar 100 dólares, se mudou para Hollywood.
Ela conseguiu sua estreia no cinema como extra no filme de 1937, A Star Is Born, fez figuração em muitos filmes "B", e posou para centenas de cartões de pin-up; ela continuou como figurante antes de 1940, até que Hal Roach a relacionou para fazer uma mulher da idade da pedra em One Million B. C., um filme que acabou por se tornar um grande sucesso e transformou Landis numa estrela; um repórter então a apelidou de "The Ping Girl" (porque "ela faz você ronronar").

## Filmografia
| Ano  | Título                       | Papel                                                  | Notas                                      |
| ---- | ---------------------------- | ------------------------------------------------------ | ------------------------------------------ |
| 1937 | The King and the Chorus Girl | Chorine                                                | Não creditada                              |
| 1937 | A Star Is Born               | Garota com boina                                       | Não creditada                              |
| 1937 | A Day at the Races           | Dançarina extra                                        |                                            |
| 1937 | Fly-Away Baby                | Loira no aeroporto                                     |                                            |
| 1937 | The Emperor's Candlesticks   | Pequena aparição                                       |                                            |
| 1937 | Broadway Melody of 1938      | Dançarina                                              |                                            |
| 1937 | Varsity Show                 | Estudante                                              |                                            |
| 1937 | Alcatraz Island              |                                                        | Não creditada                              |
| 1937 | Over the Goal                | Coeditora                                              | Não creditada                              |
| 1937 | The Adventurous Blonde       |                                                        | Não creditada                              |
| 1937 | Hollywood Hotel              | Garota da recepção                                     |                                            |
| 1938 | The Invisible Menace         | Garota que espera para sair com Johnie                 |                                            |
| 1938 | Blondes at Work              | Carol                                                  |                                            |
| 1938 | A Slight Case of Murder      | Garota que se debruça sobre o piano durante a música   |                                            |
| 1938 | Love, Honor and Behave       | Garota que observa a festa                             | Não creditada                              |
| 1938 | Over the Wall                | Peggy, garota na praia                                 | Não creditada                              |
| 1938 | Women Are Like That          | Convidada em uma festa                                 | Não creditada                              |
| 1938 | The Adventures of Robin Hood | Convidada em um banquete                               | Não creditada                              |
| 1938 | Gold Diggers in Paris        | Garimpeira                                             | Título alternativo: The Gay Impostors      |
| 1938 | Men Are Such Fools           | June Cooper                                            |                                            |
| 1938 | When You Were Born           | Passageira do navio                                    | Não creditada                              |
| 1938 | Penrod's Double Trouble      | Garoto na feira                                        | Não creditada                              |
| 1938 | Four's a Crowd               | Myrtle, segunda secretária de Lansford                 |                                            |
| 1938 | Boy Meets Girl               | Caixa                                                  | Não creditada                              |
| 1939 | Three Texas Steers           | Nancy Evans                                            | Título alternativo: Danger Rides the Range |
| 1939 | Daredevils of the Red Circle | Blanche Granville                                      |                                            |
| 1939 | Cowboys from Texas           | June Jones                                             |                                            |
| 1939 | Reno                         | Sra. Humphrey                                          | Não creditada                              |
| 1940 | One Million B.C.             | Loana                                                  |                                            |
| 1940 | Turnabout                    | Sally Willows                                          |                                            |
| 1940 | Mystery Sea Raider           | June McCarthy                                          |                                            |
| 1941 | Road Show                    | Penguin Moore                                          |                                            |
| 1941 | Topper Returns               | Ann Carrington                                         |                                            |
| 1941 | Moon Over Miami              | Barbara Latimer, também conhecida como Senhorita Sears |                                            |
| 1941 | Dance Hall                   | Lily Brown                                             |                                            |
| 1941 | I Wake Up Screaming          | Vicky Lynn                                             | Título alternativo: Hot Spot               |
| 1941 | Cadet Girl                   | Gene Baxter                                            |                                            |
| 1942 | A Gentleman at Heart         | Helen Mason                                            |                                            |
| 1942 | My Gal Sal                   | Mae Collins                                            |                                            |
| 1942 | It Happened in Flatbush      | Kathryn Baker                                          |                                            |
| 1942 | Orchestra Wives              | Natalie Mercer                                         |                                            |
| 1942 | Manila Calling               | Edna Fraser                                            |                                            |
| 1943 | The Powers Girl              | Kay Evans                                              |                                            |
| 1943 | Wintertime                   | Flossie Fouchere                                       |                                            |
| 1943 | Show Business at War         | Ela mesma                                              |                                            |
| 1944 | Secret Command               | Jill McGann                                            |                                            |
| 1944 | Four Jills in a Jeep         | Ela mesma                                              |                                            |
| 1945 | Having Wonderful Crime       | Helene Justus                                          |                                            |
| 1946 | Behind Green Lights          | Janet Bradley                                          |                                            |
| 1946 | A Scandal in Paris           | Loretta de Richet                                      | Título alternativo: Thieves' Holiday       |
| 1946 | It Shouldn't Happen to a Dog | Julia Andrews                                          |                                            |
| 1947 | Out of the Blue              | Mae Earthleigh                                         |                                            |
| 1948 | Noose                        | Linda Medbury                                          | Título alternativo: The Silk Noose         |
| 1948 | Brass Monkey                 | Kay Sheldon                                            | Título alternativo: Lucky Mascot           |